# 히가시야타촌
히가시야타촌(일본어: 東八田村)은 일본 교토부 이카루가군에 설치되었던 촌이다.